# Список багатонаціональних фестивалів та свят
У всьому світі відзначають дуже широкий спектр багатонаціональних фестивалів та свят, як у межах певних релігій, культур, так і іншого характеру. Перелічені тут святкування відзначаються принаймні у двох або більше країнах; список святкових днів див. у Переліку святкових днів за країнами.

## Січень
Християнство.
- Торжество Пресвятої Богородиці: 1 січня
- Свято Обрізання: 1 січня
- День Василя Великого: 1 січня - У Греції традиційно він є дідом Діда Різдва.
- Дванадцята ніч (Святвечір): 5 січня
- Водохреща: 6 січня - прихід трьох волхвів.
- Вірменське апостольське Різдво: 6 січня
- Православне Різдво: 7 січня - у церквах, що використовують дати, що відповідають старому юліанському календарю, 7 січня еквівалентно 25 грудня за григоріанським календарем

Юдаїзм
- Ту БіШват

Світські
- Новий рік: 1 січня - Перший день григоріанського року. [1]
- Старий Новий рік: 14 січня: Новий рік за «старим» юліанським календарем . Включає зимовий ритуал прогулянок та співу, який згодом був включений до колядки

Панджабі
- Лохрі / бхоги: 13 січня

Телугу, Карнатака, Гуджарат та Махараштра
- Макара-санкранті: 14 січня

Тамільські
- Понгал: 14 січня

## Лютий
Християнство
- Свічка: 2 лютого - свято Представлення Господнього; 40 днів після Різдва; кінець сезону Різдва / Водохреща

Історичні
- Луперкалія: 15 лютого - римський фестиваль кінця зими

Язичництво
- Імболк: 1 лютого - перший день весни за кельтським календарем

Світські
- День бабака: 2 лютого
- День Дарвіна: 12 лютого https://en.m.wikipedia.org/wiki/Lists_of_holidays [Архівовано 12 листопада 2020 у Wayback Machine.]
- День закоханих: 14 лютого

## Березень
Язичництво
- Остара, Весняне рівнодення: 21 березня

Християнство
- День святого Давида: 1 березня - фіксована дата вшанування святого Давида, покровителя Уельсу, яку відзначають валлійці та жінки в усьому світі
- День Святого Патріка: 17 березня - визначена дата вшанування Святого Патріка іноді переноситься Церквою, якщо це збігається зі Страсним тижнем, але світський світ зазвичай завжди відзначає це 17 березня
- Попільна середа: зазвичай у березні, але іноді в лютому, див. «Рухомий»

Юдаїзм
- Пурим

Світські
- Міжнародний жіночий день: 8 березня
- Всесвітній день нирок: другий четвер березня

Світські та різних релігій
- Новруз, перська: (نوروز): весняне рівнодення (21 березня або поблизу) - спочатку іранський Новий рік, який святкували як світське свято в Ірані та багатьох сусідніх країнах, а також як релігійне свято алавітів, алевітів, баханів, бекташистів, зороастрійців та більшості мусульман- шиїтів .

Індуїзм
- Холі (індуїстське свято на честь Господа Вішну)
- Дуленді: 6 березня
- Рам Навамі: 28 березня - День народження Господа Рами святкується по всій Індії. Епопея «Рамаяна» читається в храмах і будинках.

## Квітень
Юдаїзм
- Пасха: кінець березня або в квітні Див. «Рухомий»

Світські
- День дурня: 1 квітня
- День аутизму: 2 квітня
- День Землі: 22 квітня
- День Анзака: 25 квітня

Християнство
- Великдень: зазвичай у квітні, але іноді в березні або травні, див. «Рухомий»
- Страсна п'ятниця: п'ятниця, що передує Великодній неділі, див. «Рухоме»

Індуїзм
- Рама Навамі: народження бога Рами
- Хануман Джаянті: зазвичай через тиждень після Рами Навамі, на честь народження Ханумана
- Гангаур: відбувся у квітні на честь перемоги богині Махагаурі

Південна та Південно-Східна Азія
- Традиційний Новий рік: 14 квітня (Зазвичай між 12-14 квітня. Дата розраховується на основі входу сонця в сузір'я Овна) - У багатьох культурах Південної та Південно-Східної Азії фестиваль заснований на збиранні врожаю та новому початку, ознаменованому входом сонця в сузір'я Овна .

## Травень
Юдаїзм
- Йом ХаШоа
- Відставання БаОмера

Язичництво
- Першотравень: 1 травня - традиційне свято весни в багатьох культурах. .

Світські
- Міжнародний день праці / День праці: 1 травня
- День зоряних воєн: 4 травня
- Чінко де Майо «5 травня»
- Матарікі: Фестиваль «Новий рік маорі», який триває від тижня до місяця з кінця травня, святкується повітряними зміями та різноманітними мистецькими заходами.
- День матері
- Йом Хазікарон та Йом ХаАцмаут
- День пам'яті

## Червень
- Інті Раймі: кінець червня - фестиваль сонця в кечуа, фестиваль зимового сонцестояння в районах колишньої імперії інків, який досі відзначається кожного червня в Куско .
- Ми Трипанту

Юдаїзм
- Шавуот. Див. «рухомі».

Індуїзм
- Ратха Ятра: процесія Вішну

Іслам
- EID UL FITR (5 червня 2019 р.)

Світські
- Всесвітній день охорони навколишнього середовища: 5 червня
- Всесвітній день гуманістики: 21 червня

## Липень
- Юлефест / Різдво серед зими: кінець червня або липень - австралійська новозеландська зима «Різдво / юлетід»

Індуїзм
- Гуру Пурніма: день пошани на честь усіх вчителів та викладачів.
- Devshayani Ekadashi: урочистість спокою Вішну збігається з першим днем дуже невдалого сезону Чатурмас.

## Серпень
Християнство
- Внебовзяття Марії: 15 серпня
- День Святого Варфоломія: 24 серпня

Юдаїзм
- Тіша Б'Ав

Індуїзм
- Ракша Бандхан: фестиваль, присвячений пам'яті синівської любові.
- Крішна Джанмаштамі: річниця від дня народження Крішни .
- Онам: фестиваль в Кералі, Індія .

Іслам
- Курбан-байрам: 11 серпня 2019 року

Світські
- Міжнародний день дружби: 2 серпня
- Міжнародний день шульг: 13 серпня

## Вересень
Юдаїзм
- Рош ха-Шана: зазвичай вересень, іноді початок жовтня
- Йом Кіпур: кінець вересня, початок жовтня
- Суккот: іноді в кінці вересня, зазвичай в жовтні

Світські
- День праці / День праці: перший понеділок вересня (США / Канада)
- Міжнародна розмова як піратський день: 19 вересня
- Міжнародний день миру: 21 вересня

## Жовтень
Християнство
- Святвечір (Halloween): 31 жовтня - свято під назвою християн, яке часто відзначається традиціями, що походять від поєднання світських та кельтських язичницьких впливів.
- День мертвих (День мертвих): 31 жовтня — 2 листопада Святкується в переважно католицькій Мексиці, але походить з європейських контактів.

Юдаїзм
- Сімхат Тора

Індуїзм
- Навратрі: відзначає завоювання богині Дурги
- Дівалі: середина жовтня — середина листопада - див. «Рухомий»
- Картік Пурніма: додаткове вшанування пам'яті Небесного Дівалі або «Дівалі богів»; звідси санскритський апелятив «Дев Дівалі», на честь Вішну, Картікея та Богині Ганги.

Язичництво
- Самхейн: 31 жовтня — 1 листопада - перший день зими в кельтському календарі (і кельтський Новий рік)

Світські
- Ганді Джаянті: індоктринований фестиваль; річниця від дня народження Махатми Ганді припадає на 2 жовтня.
- День Колумба: 12 жовтня або другий понеділок жовтня
- День корінних народів: другий понеділок жовтня

## Листопад
Християнство
- День всіх святих: 1 листопада - у західнохристиянських церквах
- Різдвяний піст: сорок днів до Різдва - так само швидко, Різдвяний піст, або зима Святого Філіпа позичила або швидко (східне християнство).

Світські
- Міжнародний день чоловіків: 19 листопада

- День Подяки: четвертий четвер листопада (США); другий понеділок жовтня (CAN)[2]
- Калан Геф: 1 листопада - перший день зими в Уельсі
- Ніч Гая Фокса: 5 листопада - відзначається у Великій Британії в пам'ять про річницю створення порохового загону
- Міжнародний день піаніста: 8 листопада: святкує майстерність гри на фортепіано
- День перемир'я (також (День пам'яті або День ветеранів): 11 листопада: день пам'яті на честь загиблих на війні

Індуїзм
- Дівалі: середина жовтня — середина листопада - див. «Рухомий»

## Грудень
Буддизм
- День Бодхі: 8 грудня - День Просвіти, святкування дня, коли історичний Будда (Шакьямуні або Сіддхартха Гаутама) пережив просвітлення (також відомий як Бодхі).

Християнство
- Адвент: чотири неділі, що передують Різдву
- День святої Варвари: 4 грудня - Свято Святої Варвари відзначають артилерійські полки по всій Співдружності та деяких західних католицьких країнах.
- Крампуснахт: 5 грудня - Свято Святого Миколая відзначається в деяких частинах Європи 6 грудня. В альпійських країнах у Святого Миколая є диявольський супутник на ім'я Крампус, який напередодні ввечері карає поганих дітей.
- День Святого Миколая: 6 грудня
- Свято Непорочного Зачаття: 8 грудня - День Непорочного Зачаття Діви Марії у багатьох католицьких країнах відзначається як державне свято.
- День Сент-Люсії: 13 грудня - День церковного свята. Сент-Люсія приходить молодою жінкою із вогнями та солодощами.
- Лас-Посадас: 16–24 грудня - процесія до різних сімейних осель для святкування та молитви та відновлення подорожі Марії та Йосипа до Вифлеєму[3]
- Найдовша ніч: сучасна християнська служба для допомоги тим, хто справляється зі збитками, зазвичай проводиться напередодні зимового сонцестояння .
- Нікольдан: 19. Грудень - найпоширеніша слава, день Святого Миколая.
- Святвечір: 24 грудня - У багатьох країнах, наприклад, у німецькомовних країнах, а також у Польщі, Угорщині та скандинавських країнах, вручення подарунків відбувається 24 грудня.
- Різдво: 25 грудня та 7 січня - святкується як християнами, так і нехристиянами.[4][5][6]
- Свято Анастасії Сірмійської: 25 грудня
- Дванадцять днів Різдва: 25 грудня — 6 січня
- День Святого Стефана: 26 грудня - У Німеччині, Польщі та Чехії свято відзначається як Другий день Різдва.
- День святого Івана Євангеліста: 27 грудня
- День святих невинних: 28 грудня
- День святого Сильвестра 31 грудня

Індуїзм
- Панча Ганапаті: сучасний п'ятиденний індуїстський фестиваль, який відзначається з 21 по 25 грудня на честь Ганеші.

Історичні
- Малх: 25 грудня
- Mōdraniht: або Ніч матері, свято саксонського зимового сонцестояння.
- Сатурналії: 17–23 грудня — давньоримський фестиваль зимового сонцестояння на честь божества Сатурна, який проводився 17 грудня за юліанським календарем і розширювався святами до 23 грудня. Святкували з жертвою, публічним бенкетом, а потім приватним врученням подарунків, постійними вечірками та карнавалом.
- Dies Natalis Solis Invicti (День народження Нескореного Сонця): 25 грудня - пізня Римська імперія

Гуманізм
- HumanLight: 23 грудня - Гуманістичне свято, започатковане Нью-Джерсійською гуманістичною мережею, на честь «бачення гуманістами доброго майбутнього».[7]

Юдаїзм
- Ханука: зазвичай випадає десь з кінця листопада до початку січня. Див. «рухомі»

Язичництво
- Йоль: Язичницький зимовий фестиваль, який святкували історичні німецькі люди з кінця грудня до початку січня.
- Ялда: 21 грудня - Переломний момент, Зимове сонцестояння. Як найдовша ніч у році та початок подовження днів, Шабе Ялда або Шабе Челле — це іранський фестиваль, який святкує перемогу світла та добра над темрявою та злом. Шабе Ялда означає «Святвечір». Згідно з перською міфологією, Мітра народилася на світанку 22 грудня від незайманої матері. Він символізує світло, правду, добро, силу та дружбу. Геродот повідомляє, що це було найважливіше свято року для сучасних персів. У наш час перси святкують Ялду, затримуючись до пізньої ночі або цілу ніч, практика, відома як Шаб Чера, що означає «нічний погляд». Їдять фрукти та горіхи, особливо гранат та кавуни, червоний колір яких викликає багряні відтінки світанку та символізує Мітру.
- Коляда: Слов'янський зимовий фестиваль, що відзначається наприкінці грудня парадами та співаками, які відвідують будинки та отримують подарунки.

Світська
- Міжнародний день інвалідів: 3 грудня
- День боксу: 26 грудня .
- День прав людини: 10 грудня
- Фестиваль Дунчжі - свято Зими
- Хогмане: ніч на 31 грудня — до світанку 1 січня - святкування напередодні шотландського Нового року
- Ньютони: 25 грудня - Як альтернативу святкуванню релігійного свята Різдва, деякі атеїсти та скептики вирішили святкувати 25 грудня як Ньютон, оскільки це день народження Ісаака Ньютона за старим стилем .
- Кванза: 26 грудня — 1 січня - Панафриканський фестиваль, що відзначається в США
- Новорічна ніч: 31 грудня - останній день григоріанського року
- Емісока: 31 грудня - традиційне японське святкування в останній день року
- Точний: 21 грудня - Зуні та Хопі
- Сонцестояння: 21 грудня або приблизно цього року .
- День Заменгофа: 15 грудня - День народження Людвіга Заменгофа, винахідника есперанто ; святкове возз'єднання есперантистів
- Ніч вахти: 31 грудня
- Сальгіра: 13 грудня — святкування мусульман шиїтських ісмаїлів свого імама (Ага-хан IV)

Унітарний універсалізм
- Чаша: перший тиждень грудня - Свято, створене в 2005 році, яке відзначали деякі унітаристи-унітаристи .[8]

Вигадані чи пародійні
- Erastide: В Еддінгс ' Belgariad і Malloreon серія Erastide є святкуванням дня, на якому сім боги створили світ. Обмінюються привітаннями («Радісний ерастид») та подарунками, проводяться бенкети.
- Свято зимової завіси: 15 грудня — 2 січня - Свято в World of Warcraft . Це свято засноване на Різдво. Міста прикрашають вогнями, а дерево подарунками. У цей час гравцям доступні спеціальні квести, предмети та сніжки. З'являється персонаж «Великого діда Зими», який створений за зразком Діда Мороза .[9][10] Фестиваль зимової завіси був і залишається законним святом європейських релігій, таких як Вікка.  Германські племена святкували Зимове сонцестояння як час вдячності за благословення, даровані їм на переживання суворої зими. Термін «Weil», неправильно перекладений як «вуаль», означає достаток німецькою мовою.
- Свято Альвіса: у серіалі Sealab 2021 . "Віруюча, ти забув справжнє значення Дня Альвіса. Ні шинка, ні пишність. Ні, справжнім значенням дня Альвіса є випивка. Пияцтво і помста ". –Алвіс[11]
- Hogswatch: свято, яке відзначається у вигаданому світі Дискосвіту . Це дуже схоже на християнське святкування Різдва .
- Фестивус: 23 грудня - пародійне свято, створене Даніелем О'Кіфом та популярне Сейнфельдом як альтернатива Різдву.
- Frostvale: зимові канікули у всесвіті Artix Entertainment
- Грудень між: 25 грудня - пародія на Різдво, де представлені подарунки, колядки та прикрашені дерева. Той факт, що це відбувається 25 грудня, в той самий день, що і Різдво, було представлено як випадковість, і було заявлено, що грудень між традиціями відбувається «55 днів після Хеллоуїна». Свято було представлене у серії Homestar Runner .
- Зимовий день, святкування кінця року у вигаданому всесвіті франшизи «Гільдійські війни», починається щороку в середині грудня і закінчується наступним роком на початку січня.
- IES Competition Time, Don's Event задає питання щодо кількості поїздок, які він здійснив по всьому світу, а взамін пропонує призи для людини, яка може здогадатися найближче. Продовжує це улюблена презентація премії Andrew.
- Зимовий гребінь: зимове святкування, проведене на континенті Тал'Дорей у світі Ександрія, як показано в RPG- шоу Критична роль .
- Свічники: загальнорелігійне, загальносексуальне, особисте зимове свято, створене Джастіном, Тревісом та Гріффіном Макелрой . Пропонуються в подкастах « Мій брат», «Мій брат» і «Я», а також зона пригод.
- Снігопад: Святкування, яке спостерігається в Рунетері, світі, в якому встановлена Ліга Легенд. Під час снігопаду, починаючи з грудня і закінчуючи січнем, «охолоджені морозом дні поступаються місцем холоднішим ночам, але тепло снігопаду об'єднує схожих духів і ворогів».[12] Протягом цього часу випускаються зимові режими гри, зимові косметичні карти, з'являються нові скіни Snowdown, а також знову доступні скіни Snowdown попередніх років.
- День життя: святкування життя Вукі, про яке можна ознайомитись у спеціальному святі «Зоряні війни», коли Вукі збираються з родиною, одягають довгі червоні шати, співають під священним Деревом Життя та згадують.
- Світанок: Святкування Світла мандрівника та час, коли можна розвеселитись та подарувати подарунки, щоб допомогти утримати Темряву в довгих днях зимових місяців. Відзначається у франшизі відеоігор Destiny .

## Рухомі дати
Наступні фестивалі не мають фіксованої дати за григоріанським календарем і можуть узгоджуватися з місячними циклами або іншими календарями.
Китайські / в'єтнамські / корейські / монгольські / тибетські / японські
- Місячний Новий рік: кінець січня — середина лютого - вважали кінець зими в традиційному місячному календарі

Перська
- Саде: Свято в середині зими на честь вогню та «перемогу над силами темряви, морозу та холоду». Саде або Сада — це давня іранська традиція, яка відзначалася за 50 днів до Новруза . Саде перською мовою означає «сотня» і відноситься до ста днів і ночей, що залишились до початку нового року, що відзначається в перший день весни 21 березня кожного року. Саде — це фестиваль середньої зими, який відзначався величчю і пишністю у стародавньому Ірані. Це було свято, щоб вшанувати вогонь і перемогти сили темряви, морозу та холоду.
- Чахар Шанбех Сурі: Фестиваль вогню, остання середа іранського календарного року. Це знаменує важливість світла над темрявою, приходу весни та відродження природи. Chahārshanbe — Sūri (перс. چهارشنبهسوری), вимовляється Chārshanbe — Sūri (перс.: چارشنبهسوری) — це давньоіранський фестиваль, що принаймні датується 1700 р. До н. Е. Ранньої зороастрійської ери [1]. Свято вогню є прелюдією до давнього фестивалю Норуз, який знаменує прихід весни та відродження природи. Chahrshanbeh Soori, святкується останній вівторок року.

Іслам
- Рамадан: У цей святковий час, дев'ятий місяць ісламського календарного року, мусульмани протягом усього місяця не їдять, не п'ють і не курять від сходу до заходу сонця. Натомість вони проводять свої дні на богослужіннях, молячись у мечетях. Наприкінці Рамадану люди святкують Ід-уль-Фітр.

Ід -Ул-Фітр Ід-уль-Адха Хіджри новий рік Асюра Маулід Ісра мірадж Середній сяабан (лайат Аль-Нісфу) День Арафи
Юдаїзм
- Ханука - Ḥănukkāh, як правило, пишеться חנוכה, вимовляється [χanuˈka] в сучасному івриті; транслітерація, також романізована як Ханука або Ханука), також відома як Фестиваль вогнів, свято Посвячення, — це восьмиденне єврейське свято, присвячене повторному освяченню Святого Храму (Другого Храму) в Єрусалимі на час Повстання Маккавеїв проти імперії Селевкідів II століття до н. Ханука відзначається протягом восьми ночей і днів, починаючи з 25-го дня Кіслева за єврейським календарем, який може відбуватися в будь-який час з кінця листопада до кінця грудня за григоріанським календарем.
- Пасха: наприкінці березня або в квітні фестиваль святкування єврейської неволі в Єгипті, коли Бог наказав Мойсею просити звільнення єврейського народу. В результаті відмови у 10 чумах відкрився Єгипет. Один з них — Ангел смерті, а первороджений син кожного дому вмирає. Але Бог наказав євреям застосовувати кров ягнят на стовпах дверей, як знак Ангелу пройти повз цей будинок.
- Шавуот: середина травня — середина червня
- Рош ха-Шана: зазвичай вересень, іноді початок жовтня
- Йом Кіпур: кінець вересня, початок жовтня
- Суккот: іноді в кінці вересня, зазвичай в жовтні

Індуїзм
- Дівалі: середина жовтня — середина листопада - відоме як Фестиваль вогнів, це індуїстське свято святкує перемогу добра над злом. П'ятиденний фестиваль відзначається церемоніями, феєрверками та солодощами.
- Навратрі: Великі дев'ять ночей Богині Дурги, вшановуючи Її перемогу проти демона Махішасури .
- Картік Пурніма
- Онам
- Джанамаштамі
- Рама Навамі
- Маха Шиваратрі
- Шарад Пурніма / Лакшмі Пуджа / Калі Пуджа
- Васант Панчамі
- Усі індуїстські фестивалі, крім Ганді Джаянті .

Слов'янські
- Маланка закриває урочистість Різдвяних свят
- Масниця в слов'янській міфології, свято неминучого кінця зими

Християнські
- Масляний вівторок: за день до Попелястої середи, за 47 днів до Великодня
- Великдень: перша неділя після пасхального повного місяця / перший повний місяць після весняного рівнодення - коротко після Пасхи; як правило, у квітні, але іноді в березні або травні
- Страсна п'ятниця: Страсна п'ятниця — християнське релігійне свято, присвячене пам'яті розп'яття Ісуса Христа та його смерті на Голгофі. Свято відзначається під час Страсного тижня в рамках Пасхального Тридууму в п'ятницю, що передує Великодній неділі, і може збігатися з єврейським святкуванням Пасхи. Він також відомий як Велика п'ятниця, Велика п'ятниця, Чорна п'ятниця або Великодня п'ятниця, хоча останній термін належним чином відноситься до п'ятниці на Великодньому тижні.
- Адвент: Адвент — сезон підготовки до Різдва, коли на адвент-вінку запалюють першу свічку, а прикраси піднімаються. Він починається в першу з чотирьох неділь, що передує Різдву. Це може бути вже 27 листопада або до 3 грудня, залежно від того, в який день тижня проводиться Різдво. Він розпочнеться 1 грудня, якщо Різдво буде в середу.

Пастафарі
- Свято: Приблизно в період Різдва, Хануки та Кванзи (загальновідомої як Різдво та святкові дні), пастафаріанці відзначають неясно визначене свято під назвою «Свято». Свято проводиться не в певну дату, настільки, скільки саме сезон відпусток. До свята немає особливих вимог, і пастафаріанці святкують свято як завгодно. Вони також святкують Пастовер і Рамендан.[14]

Релігійні
Багато релігій, свята яких були сформульовані до поширення у всьому світі григоріанського календаря, були присвоєні датам або за власним внутрішнім релігійним календарем, і місячними циклами, або інакше. Навіть у межах християнства Великдень є рухомим святом, і Різдво відзначається за давнім юліанським календарем замість григоріанського деякими сектами релігії.